# 三宅則義
三宅 則義（みやけ のりよし、1899年6月19日 - 1979年9月3日）は、日本の税理士、政治家。衆議院議員（1期）。

## 経歴
愛知県出身。1923年日本大学商学部卒。計理士、税理士、司法書士の業務に就く。全日本計理士協会理事、日大学士会理事長、東京都立第五実業学校高等科講師、日大講師、日本監査協会理事長、東京税理士会副会長、日本税理士会常務理事、全国計理士会議長を務める。
1943年の東京都発足直後の東京都会議員選挙に立候補したが、落選した。1946年の第22回衆議院議員総選挙で愛知2区(大選挙区)から日本自由党公認で立候補するが次点で落選。翌1947年の第23回衆議院議員総選挙において愛知4区から日本自由党公認で立候補するも落選。1949年の第24回衆議院議員総選挙で民主自由党から立候補して当選した。この間民主党政調会決算部長、総務委員を務めた。1952年の第25回衆議院議員総選挙で落選。1955年の第27回衆議院議員総選挙で日本民主党から立候補して落選した。
このほか東京、日本各税理士会会長、自由民主党前国会議員会常務理事、日本監査協会会長を務めた。1979年死去。

## 著作
- 『三宅会計学講義 : 誰れにも、わかる実際と応用』東京泰文社、1934年。